# Cameron Howieson
Cameron Drew Neru Howieson (ur. 22 grudnia 1994 w Dunedin) – nowozelandzki piłkarz występujący na pozycji pomocnika. Zawodnik klubu Auckland FC oraz reprezentacji Nowej Zealndii.

## Kariera klubowa
Howieson rozpoczął swoją karierę w Mosgiel AFC, kiedy uczęszczał przez dwa lata do Wyższej Szkoły dla chłopców w Otago. Przed wyjazdem do Asia-Pacific Football Academy w 2010 roku został zauważony przez skauta piłkarskiego Grahama McManna -byłego trenera drużyny U-16 w Burnley. Podczas gry w U-14 South Island Cup w Timaru McMann nadal śledził jego postępy w APFA, gdzie niegdyś pracował jako skaut. McMann skontaktował się ze swoim pracodawcą w Burnley, który zgodził się przyjąć Howiesona na tygodniowe testy w kwietniu 2011 roku. Zrobił on niesamowite wrażenie na sztabie szkoleniowym klubu, kiedy strzelił dwie bramki przeciwko Carlisle United.

### Burnley
Howieson udał się na dwuletnie stypendium do Burnley w lipcu 2011 roku, po imponujących wynikach testów. Swoją pierwszą bramkę dla drużyny młodzieżowej strzelił w listopadzie 2011 roku, w spotkaniu z Preston North End wygranym przez Burnley 6-1. O Howiesonie zrobiło się głośno, kiedy strzelił dwa gole w FA Youth Cup podczas meczu ćwierćfinałowego z Fulham w lutym 2012 roku, przyczyniając się tym samym do historycznego awansu do półfinału po raz pierwszy od 1978 roku. Jego występy w FA Youth Cup wywołały zainteresowanie ze strony Newcastle i Liverpoolu w marcu 2012 roku. W dniu 29 marca 2012 r. Howieson podpisał zawodowy dwuipółletni kontrakt z Burnley, utrzymujący go w klubie do czerwca 2014 roku. W dniu 3 kwietnia, Howieson zadebiutował w pierwszym zespole Burnley podczas przegranego meczu 3:1 z Birmingham City w Football League Championship, zastępując Josha McQuoida w 84 minucie spotkania.
21 lutego 2013 został wypożyczony do Doncaster Rovers grającego w League One.

## Kariera reprezentacyjna
W 2011 roku Howieson znalazł się w drużynie U-17 na Mistrzostwa Świata U-17, zakończone przez Nową Zelandię na 1/8 finału. W pierwszej reprezentacji Nowej Zelandii zadebiutował 24 maja 2012 roku w zremisowanym 2:2 towarzyskim pojedynku z Salwadorem.
W tym samym roku został powołany do kadry na Puchar Narodów Oceanii. Zagrał na nim jednak tylko w wygranym 4:3 meczu o 3. miejsce z Wyspami Salomona.
Howieson znalazł się w zespole Nowej Zelandii U-23 na Letnie Igrzyska Olimpijskie 2012. Został powołany na Puchar Narodów Oceanii 2024.